# Ubiquitin

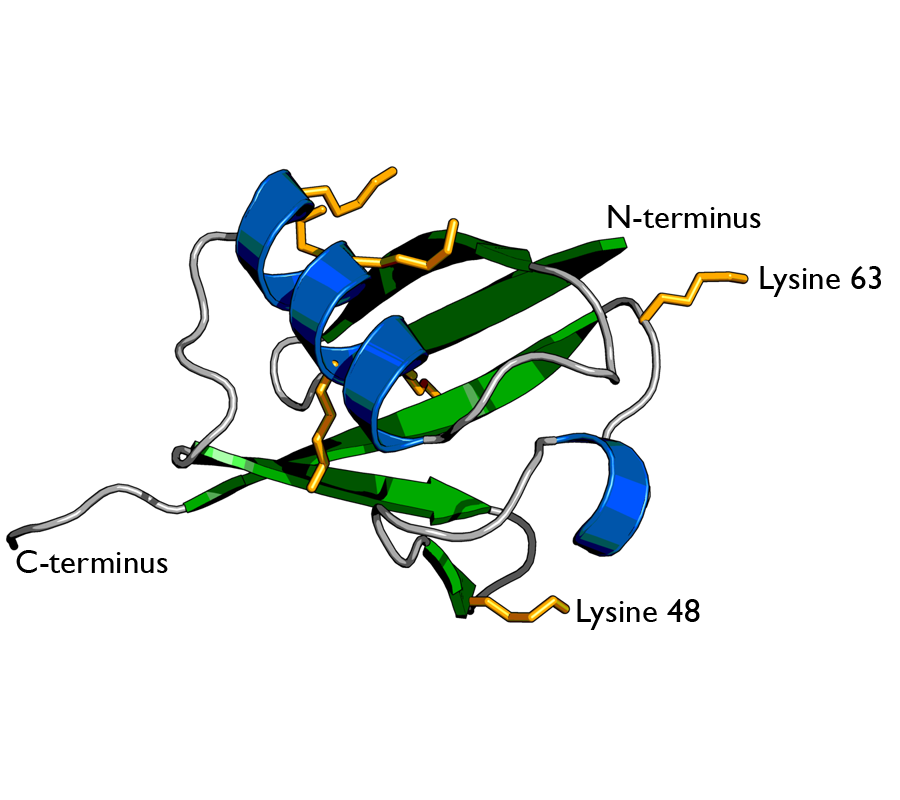
Ubiquitin Model ubiquitinu se zvýrazněnými lysinovými zbytky (oranžově)

Ubiquitin či ubikvitin (z lat. ubique, všude) je malý globulární polypeptid o délce 76 aminokyselin a velikosti 8,6 kDa. Byl objeven Gideonem Goldsteinem roku 1975 a od té doby byl extenzivně studován. Ubiquitin je přítomný ve všech eukaryotických buňkách, kde reguluje celou řadu funkcí jiných proteinů jako jejich buněčnou lokalizaci, stabilitu a rozklad v proteazomu, lyzozomu či ve vakuole. V určitých případech však také stimuluje endocytózu, vnitrobuněčný transport a podílí se na udržování struktury chromatinu (vazbou na histony).
Ubiquitin reguluje funkci jiných proteinů procesem zvaným ubiquitinylace (příp. ubiquitinace, ubikvitinylace). Jedná se o kovalentní post-translační modifikaci proteinů, která hraje významnou roli ve stabilitě a degradaci proteinů, jejich buněčném umístění a aktivitě. Ubiquitin může být na protein navázán ve formě monomeru nebo polyubikquinových řetězců. Ubiquitin je u lidí kódován čtyřmi geny: UBB, UBC, RPS27A a UBA52.

## Struktura
Ubiquitin je 76 aminokyselin dlouhý, kompaktní protein. Jedná se o jeden z nejvíce konzervovaných eukaryotických proteinů.
Ubiquitin je exprimován ve formě prekurzorů: i) polyubiquitin složený z několika ubiquitinových jednotek v head-to-tail orientaci (u člověka kódován UBB, UBC) a ii) fúzní protein, kde je ubiquitin navázán zpravidla na ribozomální proteiny (u člověka RPS27A a UBA52), které jsou následně enzymaticky štěpeny na monomery ubiquitinu.
Aminokyselinová sekvence: MQIFVKTLTGKTITLEVEPSDTIENVKAKIQDKEGIPPDQQRLIFAGKQLEDGRTLSDYNIQKESTLHLVLRLRGG

## Ubikvitinylace
Ubikvitinylace je typ post-translační modifikace proteinů, kdy je ubiquitin kovalentně připojen na substrátový protein. Nejčastěji se ubiquitin váže svým C-koncovým glycinem (G76) na lysin substrátu. Vzniká tak peptidická vazba mezi COO- skupinou ubiquitinu a ε-NH3+ lysinu substrátového proteinu .
Ubikvitinylace vyžaduje sled reakcí pro jsou nezbytné tři typy enzymů: ubiquitin-aktivující enzym (E1), ubiquitin-konjugující enzym (E2) a ubiquitin ligáza (E3).
1. Aktivace (ATP závislá): Ubiquitin je aktivován dvou krokovou reakcí katalyzovanou E1 ubiquitin-aktivujícím enzymem. E1 váže ubiquitin a ATP a katalyzuje adenylaci C-koncového glycinu ubiquitinu za současného uvolnění pyrofosfátu. Následně je aktivovaný ubiquitin navázán thioesterovou vazbou na cystein E1 enzymu za uvolnění AMP.
2. Konjugace: aktivovaný ubiquitin je dále přenesen trans-acetylací na E2 ubiquitin-konjugující enzym, který dále selektivně reaguje s E3 ubiquitin-ligázou. Zdá se, že při tvorbě polyubiquitinových řetězců je E2 enzym zodpovědný za rozhodnutí o jaký typ řetězce půjde a tím rozhoduje o osudu ubiquitinylovaných proteinů[7].
3. Ligace: ligace může probíhat přímým přenosem ubiquitinu z E2 na substrát (v případě ubikvitinylace histonů) nebo pomocí E3 ubiquvitin-ligázy. Ubiquitin ligáza nejdřív váže substrátový protein a následně katalyzuje přenos ubiquitinu z E2 na substrát. E3 ubiquitin-ligáza je enzym zodpovědný za volbu substrátu, na který bude ubiquitin navázán[7][8].

Do dnešní doby bylo u člověka identifikováno pouze několik E1 enzymů, desítky E2 enzymů a stovky E3 ubiquitin-ligáz. Tyto počty reflektují hierarchické uspořádání a substrátovou specifitu daných enzymů.

## Polyubiquitin
Ubiquitin se může vázat na jiné proteiny jako monomer nebo ve formě řetězců, kde jedna molekula ubiquitinu navázána na další. Ubiquitin obsahuje 7 lysinových zbytků (K6, K11, K27, K29, K33, K48, K63) a N-koncový methionin (M1) na které se může vázat další molekula ubiquitinu. Nejlépe charakterizované jsou K48, K63.
K48-vázané polyubiquitinové řetězce byly první identifikované. K48-vázané řetězce jsou velmi kompaktní Tento typ řetězců hraje významnou roli v degradaci proteinů proteolýzou. Proteiny označené navázaným K48-polyubiquitinem mohou být rozeznány 26S proteazomem, který zapříčiní rozštěpení proteinů na peptidy. K48-polyubiquitinace hraje významnou roli v homeostázi a obratu proteinů. Minimální délka řetězce potřebná pro rozeznání proteazomem jsou 4 molekuly ubiquitinu.
K63-vázaný polyubiquitin neslouží ke značení proteinů k degradaci, naopak může zvyšovat jejich stabilitu a přispívat ke stabilitě signálních komplexů. Oproti K48-vázaným řetězcům jsou K63-vázané mnohem volnější.
M1-vázaný polyubiquitin (také lineární polyubiquitin) je další typ řetězce, který neslouží k označení pro degradaci. V tomto případě je ubiquitin vázán v head-to-tail orientaci, kde C-koncový glycin se váže přímo na N-koncový methionin. Přestože se původně myslelo, že M1-vázaný ubiquitin, podobně jako K48, slouží k proteinové degradaci, lineární ubiquitin se později ukázal jako nezbytný pro signalizaci přes NF-kB. V současné době je známa pouze jedna E3 ligáza schopná tvořit lineární polyubiquitinové řetězce – linear ubiquitin chain assembly complex (LUBAC).